# Franciscaines missionnaires de Notre-Dame
Les franciscaines missionnaires de Notre-Dame sont une congrégation religieuse féminine enseignante et hospitalière de droit pontifical issue du Tiers-Ordre franciscain fondée en 1854 par l'union de sept institutions locales franciscaines.

## Historique

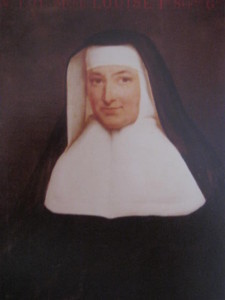
Mère Louise Mabille

Le 4 décembre 1852, le chanoine Adolphe Duchenne est chargé par Mgr Parisis, évêque d'Arras de fusionner sept maisons franciscaines autonomes du diocèse d'Arras qui sont sous la direction spirituelle des capucins. Ce sont :
- Les franciscaines de Saint-Omer. C'est en 1408 qu'est fondé l'hospice Saint-Jean pour accueillir une seule nuit les pèlerins pauvres faisant étape. En 1434, il fait appel à des sœurs dites « noires » pour le transformer en hôpital. Les sœurs hospitalières se distinguent par leur dévouement pendant les épidémies de peste de 1636-1637[2].
- Les franciscaines d'Aire-sur-la-Lys. Les franciscaines arrivent à l'hôpital d'Aire en 1429. Elles sont au nombre de six en 1854[3].
- Les franciscaines de Montreuil dites « sœurs grises » ouvrent un orphelinat en 1455. Elles sont au nombre de dix en 1854[4]. Mère Marie-Élisabeth (née Anne-Claire-Barbe de Lhomel) était issue de cette petite congrégation diocésaine lorsqu'elle passe chez les franciscaines de Marie Immaculée pour ensuite ouvrir leur nouvelle maison de Perrou, à l'origine en 1868 des franciscaines de Notre-Dame-de-Pitié du Perrou[5].
- Les franciscaines de Béthune arrivent à l'hôpital de Béthune en 1495 en provenance de Saint-Pol. Elles sont sept en 1854[6].
- Les franciscaines de Lens-en-Artois sont issues des sœurs noires de Saint-Pol arrivées en 1555. Elles soignent les malades et instruisent les enfants. Elles sont sept en 1854[7].
- Les franciscaines d'Arras dites « sœurs grises » travaillent depuis 1558 à l'hôpital d'Arras institué en 1339. Elles sont vingt-et-une en 1854[8].
- Les franciscaines de Calais existent depuis 1807 à l'hospice de Calais, descendant de la « chambre des pauvres de Calais » ; celle-ci était administrée depuis 1659 par des femmes pieuses remplacées en 1755 par des filles de la Charité dispersées à la Révolution[9].

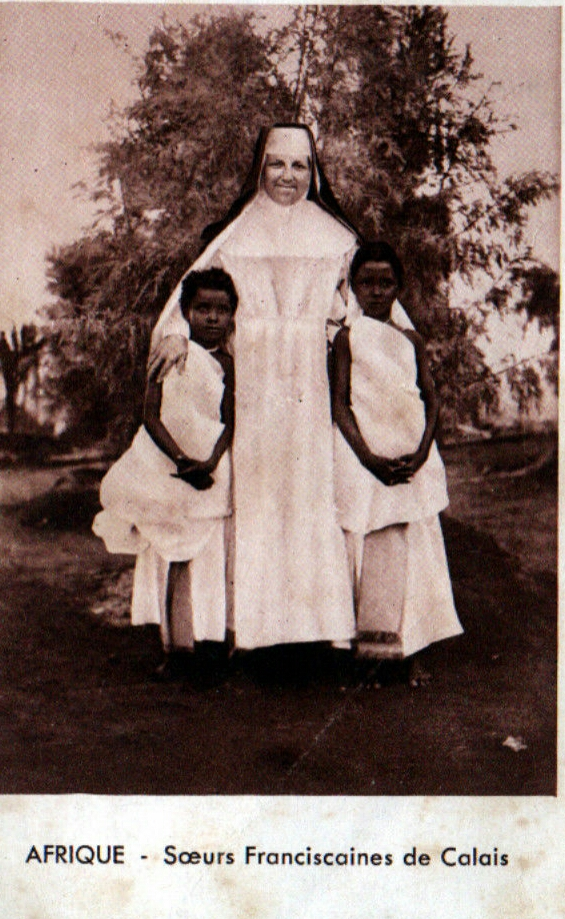
Franciscaine de Calais en Afrique vers 1930.

La première supérieure est Mère Louise Mabille (1799-1864). Rapidement la nouvelle congrégation s'étend en terres de mission notamment en Afrique où les religieuses ouvrent des dispensaires, des hôpitaux, des orphelinats et des écoles.
L'institut est rattachée aux capucins en 1852, il reçoit son décret de louange le 5 juin 1867 et ses constitutions sont définitivement approuvées par le Saint-Siège le 15 mars 1892. La maison-mère de Calais est entièrement détruite par un bombardement en mai 1940. En 1965, La congrégation prend le nom de franciscaines missionnaires de Notre-Dame.

## Fusion
Cinq congrégations fusionnent avec elles:
- 1921 : Sœurs du Cœur Immaculé de Marie de Boulogne-sur-Mer.
- 1955 : Franciscaines de Nazareth d'Éthiopie.
- 1956 : Franciscaines de Notre-Dame-des-Anges fondées en 1820 à Cambrai par Mgr Belmas (1757-1851). Vers 1904, la maison mère se déplace à Genval en Belgique[12].
- 1967 : Sœurs de Notre-Dame-de-la-Treille fondées à Lille le 2 juillet 1845 par le père Pierre Vitse et Joséphine Wibaux (en religion sœur Marie-Joseph) pour l'enseignement. Constituées initialement en simple association, elles sont autorisées en 1858 à former une congrégation dirigée par une supérieure générale[13]. Leur ancienne maison-mère était à Lille, au 26, rue d'Angleterre ainsi que leur chapelle dédiée à Notre-Dame de la Treille (1887) qui existe toujours[14], tout comme leur sépulture au cimetière de Verlinghem à Lambersart.
- 1969 : Franciscaines de Notre-Dame-d'Espérance fondée à Paris en 1885 par Mère Marie-Joseph Brun[15].

Après la fusion avec les consœurs de Paris, ces religieuses prennent le nom de franciscaines missionnaires de Notre-Dame et installent leur maison-mère dans cette dernière communauté, sise dans le 15e arrondissement de Paris.

## Activités et diffusion
Les sœurs franciscaines missionnaires de Notre-Dame se consacrent aux soins des personnes handicapées, des personnes âgées, des orphelins et des malades, à l'enseignement et aux  missions.
Elles sont présentes en:
- Europe : France, Irlande, Portugal.
- Amérique : Argentine, Brésil, États-Unis, Haïti.
- Afrique : Angola, Mozambique, São Tomé, Djibouti, Éthiopie, Madagascar, Afrique du Sud.
- Asie : Macao, Timor.

En 2017, la congrégation comptaient 460 sœurs dans 78 maisons.

## Maison généralice et annexes
La maison généralice se trouve au 31, rue Dombasle à Paris (15e arrondissement).
Sur les trois terrains mitoyens que la congrégation possède dans cette voie (nos 31, 33 et 35), le fond de parcelle de la première est occupée par la chapelle Notre-Dame-d'Espérance (1895-1896, Rapine architecte) bâtie pour la précédente congrégation parisienne et réaménagée en 1965, celles des deux autres par un jardin. La parcelle du no 31 aboutit aux nos 218 et 220, rue de la Convention, également propriété de la congrégation, où la « Maison internationale d'accueil Saint-François-d'Assise » (2014, Ædificare Architectes) abrite, sur 3000 m2, des bureaux, un auditorium, des salles de réunion, ainsi que des chambres destinées à l'accueil des sœurs des différents pays où la congrégation est implantée, lorsqu'elles sont de passage ou en résidence d'études à Paris.